# А отборът
„А отборът“ (на английски: The A-Team) е американски екшън трилър от 2010 г., адаптация на едноименния сериал. Във филма участват Лиъм Нийсън, Брадли Купър, Куинтън Джаксън, Шарлто Копли, Джесика Бийл, Патрик Уилсън и Юл Васкез. Филмът е продуциран от Канел, Тони Скот и неговият брат Ридли, който е изпълнителен продуцент на филма.